# Buchanan (Wisconsin)
Die Town of Buchanan ist eine von 20 Towns im Outagamie County im US-amerikanischen Bundesstaat Wisconsin. Im Jahr 2010 hatte die Town of Buchanan 6755 Einwohner.
Town hat in Wisconsin eine grundlegend andere Bedeutung, als im übrigen englischsprachigen Bereich. Vielmehr entspricht sie den in den anderen US-Bundesstaaten üblichen Townships, die nach dem County die nächstkleinere Verwaltungseinheit bilden.
Die Town of Buchanan liegt in der Fox Cities genannten Metropolregion.

## Geografie
Die Town of Buchanan liegt im Osten Wisconsins, im östlichen Vorortbereich der Stadt Appleton am Südufer Fox River, der rund 40 km nordöstlich in die Green Bay des Michigansees mündet.
Die geografischen Koordinaten des Zentrums der Town of Buchanan sind 44°15′47″ nördlicher Breite und 88°14′54″ westlicher Länge. Sie erstreckt sich über eine Fläche von 93 km².
Die Town of Buchanan liegt im Südosten des Outagamie County und grenzt an folgende Nachbartowns und -kommunen:
|                  | Village of Kimberly, Village of Combined Locks, City of Kaukauna, Town of Kaukauna | Town of Wrightstown (Brown County) |
| City of Appleton | Kompassrose, die auf Nachbargemeinden zeigt                                        | Town of Holland (Brown County)     |
|                  | Town of Woodville (Calumet County)                                                 |                                    |

## Verkehr
Der vierspurig ausgebaute Wisconsin State Highway 441, die östliche Umgehungsstraße von Appleton grenzt die Town in Westen ab. Der Wisconsin State Highway 55 verläuft von Norden nach Süden. Weiterhin führen noch die County Highways N, Q, Z, CE, KK und ZZ durch das Gebiet der Town of Buchanan. Alle weiteren Straßen sind untergeordnete Landstraßen, teils unbefestigte Fahrwege sowie innerörtliche Verbindungsstraßen.
Der Outagamie County Regional Airport befindet sich rund 30 km westlich der Town of Buchanan.

## Ortschaften in der Town of Buchanan
Innerhalb der Town existieren keine Ortschaften, vielmehr hat sich im Laufe der Entwicklung der umliegenden Städte und Gemeinden, insbesondere der Stadt Appleton, der einst ländliche Charakter der gesamten Town zu einem suburbanen Wohngebiet gewandelt.

## Bevölkerung
Nach der Volkszählung im Jahr 2010 lebten in der Town of Buchanan 6755 Menschen in 2393 Haushalten. Die Bevölkerungsdichte betrug 72,6 Einwohner pro Quadratkilometer. In den 2393 Haushalten lebten statistisch je 2,82 Personen.
Ethnisch betrachtet setzte sich die Bevölkerung zusammen aus 96,6 Prozent Weißen, 0,6 Prozent Afroamerikanern, 0,2 Prozent amerikanischen Ureinwohnern, 1,2 Prozent Asiaten sowie 0,1 Prozent aus anderen ethnischen Gruppen; 1,3 Prozent stammten von zwei oder mehr Ethnien ab. Unabhängig von der ethnischen Zugehörigkeit waren 1,8 Prozent der Bevölkerung spanischer oder lateinamerikanischer Abstammung.
29,4 Prozent der Bevölkerung waren unter 18 Jahre alt, 62,1 Prozent waren zwischen 18 und 64 und 8,5 Prozent waren 65 Jahre oder älter. 49,9 Prozent der Bevölkerung war weiblich.
Das mittlere jährliche Einkommen eines Haushalts lag bei 85.299 USD. Das Pro-Kopf-Einkommen betrug 30.197 USD. 5,0 Prozent der Einwohner lebten unterhalb der Armutsgrenze.